# EUR Fermi
EUR Fermi è una stazione della linea B della metropolitana di Roma.

## Storia
La stazione fu inaugurata come Esposizione Est insieme al primo tratto della linea B della metropolitana di Roma tra Laurentina e Termini il 9 febbraio 1955 dall'allora presidente della Repubblica Luigi Einaudi. In fase di progettazione la stazione era indicata come "Esposizione salita", mentre l'adiacente fermata (ribattezzata poi EUR Palasport) era definita "Esposizione discesa", per differenziare i flussi di passeggeri provenienti o diretti all'Esposizione universale, ragione per cui le due stazioni distano tra loro appena 195 metri.
Negli anni '60, in occasione dei giochi della XVII Olimpiade, fu realizzato il parco Centrale del Lago, noto colloquialmente come laghetto dell'EUR, nell'ampia area antistante le due stazioni. Nello stesso periodo la stazione venne ridenominata EUR Fermi, Esposizione Ovest divenne EUR Marconi (dal 1990 EUR Palasport), e la successiva Magliana divenne EUR Magliana.
L'atrio della stazione accessibile da piazza della Stazione Enrico Fermi ospita alcuni mosaici realizzati nel 1996 da Bruno Ceccobelli e Rupprecht Geiger nell'ambito del premio Artemetro Roma.
Nel 2018 la stazione è stata brandizzata come EUR Fermi-La Nuvola, Roma Convention Center (che è stata la sua denominazione provvisoria fino al gennaio 2019) nell'ambito di un'iniziativa pubblicitaria per il vicino Nuovo Centro Congressi, detto appunto La Nuvola.

## Struttura e impianti
La stazione è posta sotto il livello stradale di viale America coi due binari in posizione centrale e le due banchine laterali. Dispone di due accessi: uno a livello della strada su piazza della stazione Enrico Fermi, da dove si accede all'atrio principale (che include i vari servizi) e alla banchina direzione Rebibbia/Jonio, e due accessi dotati anche di un ascensore su viale America all'altezza di viale Boston per accedere alla banchina direzione Laurentina.

## Interscambi
In piazza della stazione Enrico Fermi e su viale America effettuano fermata numerosi autobus urbani gestiti da ATAC, Autoservizi Troiani e Bus International Service, oltre che un servizio navetta per il McArthurGlen Designer Outlet di Castel Romano gestito da Cilia Italia (gruppo RATP Dev).
- Capolinea/fermate linee autobus urbane

## Servizi
- Biglietteria a sportello ATAC/Metrebus[6]
- Biglietterie automatiche
- Ufficio oggetti smarriti (linee A e B/B1)[7]
- Servizi igienici
- Bar

## Galleria d'immagini

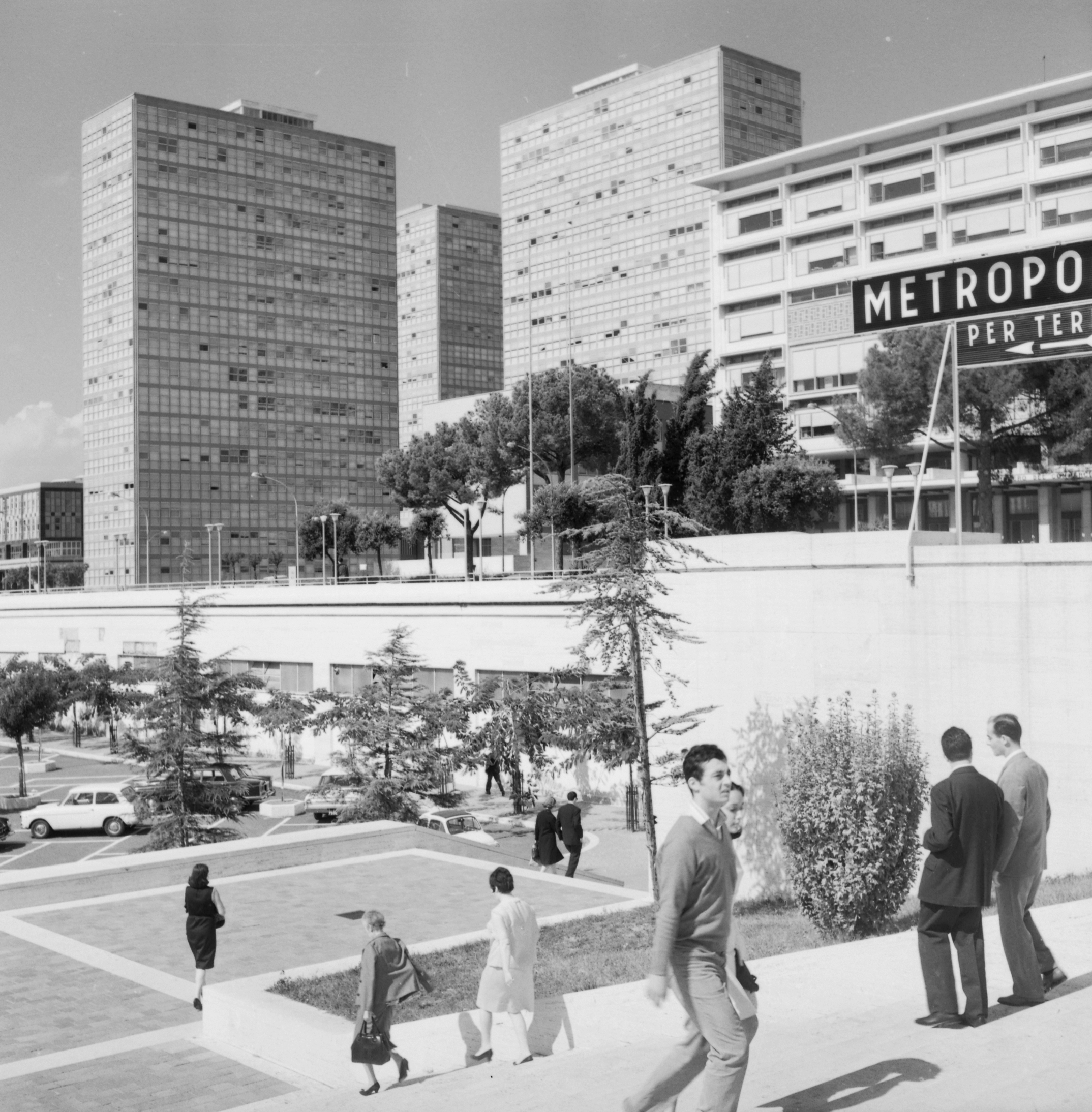
Fotografia di Paolo Monti del 1967 che ritrae la stazione e le Torri Ligini
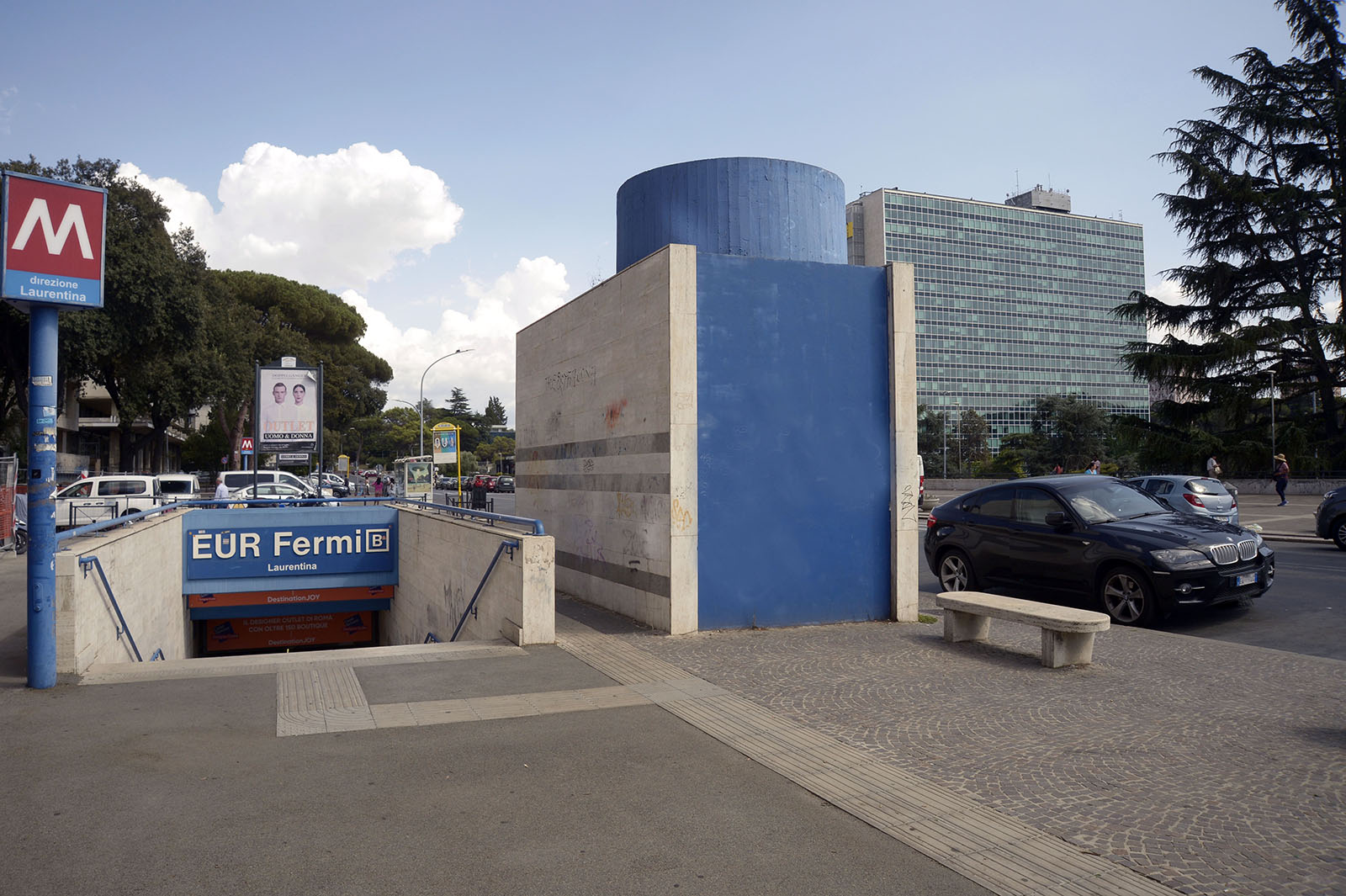
Ingresso della fermata su viale America